# Титан IIIA
Титан IIIA (на английски: Titan IIІА) е американска течногоривна тристепенна ракета-носител. Първа ракета-носител от подсемейството Титан III. Това е прототип, който представлява ракета Титан II с добавен ускорителен блок Транстейдж (на английски: Transtage) като трета степен.

## Предназначение
Разработката на тази ракета стартира в средата на 60-те години на 20 век. Тя е модификация на ракетата Титан II. Основното предназначение на новата разработка е развитието на ракетното семейство Титан и осъществяване на реални полетни изпитания на новия ускорителен блок Транстейдж. Двигателите на първите две степени са доработени и са с повишени характеристики в сравнение с тези на Титан II. Ракетата-носител Титан ІІІА по-късно е използвана като основа за създаването на по-мощната Титан IIIC.

## Полети
Между септември 1964 и май 1965 г. са осъществени четири изпитателни полета с новата ракета. Първият старт е на 1 септември 1964 г. и приключва с катастрофа в резултат на преждевременно изключване и невъзможност ракетата да достигне орбита. Причина за преждевременното спиране на двигателите е нарушаване на херметичността в ускорителната степен Транстейдж. При втория старт на 10 декември 1964 г. Титан ІІІА достига орбита със зададените параметри. При първите два полета ракетата не носи полезен товар. При следващите извежда на геосинхронна орбита експериментални комуникационни сателити LES (на английски: Lincoln Experimental Satellites).

### График на полетите
| Дата             | Производствен индекс | Полезен товар                | Резултат | Забележка                           |
| ---------------- | -------------------- | ---------------------------- | -------- | ----------------------------------- |
| 1 септември 1964 | 3A-2                 | няма                         | Неуспех  | Нарушена херметичност на Транстейдж |
| 10 декември 1964 | 3A-1                 | няма                         | Успех    | Първи полет на Транстейдж           |
| 11 февруари 1965 | 3A-3                 | Комуникационен сателит LES-1 | Успех    |                                     |
| 6 май 1965       | 3A-4                 | Комуникационен сателит LES-2 | Успех    |                                     |

## Спецификация

### Първа степен
- Двигатели: 2 x LR87-11
- Тяга: 2340 kN
- Специфичен импулс: 302 секунди
- Време за работа: 147 секунди
- Гориво: аерозин 50
- Окислител: диазотен тетраоксид

### Втора степен
- Двигател: LR91-11
- Тяга: 454 kN
- Специфичен импулс: 316 секунди
- Време за работа: 205 секунди
- Гориво: аерозин 50
- Окислител: диазотен тетраоксид

### Трета степен –Транстейдж
- Двигатели: 2 х AJ10-138
- Тяга: 71 kN
- Специфичен импулс: 311 секунди
- Време за работа: 440 секунди
- Гориво: аерозин 50
- Окислител: диазотен тетраоксид